# Coyron
Coyron là một xã trong vùng hành chính Franche-Comté, thuộc tỉnh Jura, quận Saint-Claude, tổng Moirans-en-Montagne. Tọa độ địa lý của xã là 46° 30' vĩ độ bắc, 05° 42' kinh độ đông. Coyron nằm trên độ cao trung bình là 534 mét trên mực nước biển, có điểm thấp nhất là 423 mét và điểm cao nhất là 555 mét. Xã có diện tích 5.53 km², dân số vào thời điểm 2006 là 68 người; mật độ dân số là 12 người/km².

## Thông tin nhân khẩu
| 1962 | 1968 | 1975 | 1982 | 1990 | 1999 |
| ---- | ---- | ---- | ---- | ---- | ---- |
| 12   | 17   | 21   | 45   | 52   | 58   |